# ADカルメリタ
アソシアシオン・デポルティーバ・カルメリタ (スペイン語: Asociación Deportiva Carmelita) はコスタリカ・アラフエラに本拠地を置くサッカークラブである。

## 歴史
1948年10月20日、マヌエル・ギジェン・フェルナンデス（Manuel Guillén Fernández）が「コスタリカ」（Costa Rica）として設立。翌年コスタリカは3部リーグに参入しクラブ名をカルメンAD（Carmen Asociación Deportiva）、次いでエル・カルメン・デ・アラフエラ（El Carmen de Alajuela）に変更した。1953年に2部昇格を達成し、1958年に悲願のトップリーグ昇格を果たした。

## タイトル

### 国内タイトル
- プリメーラ・ディビシオン: 1

1961

### 国際タイトル
なし

## 現所属メンバー
- 2016年4月16日現在

注：選手の国籍表記はFIFAの定めた代表資格ルールに基づく。
| No. | Pos. |            | 選手名                         |
| --- | ---- | ---------- | ------------------------------ |
| 1   | GK   | コスタリカ | ルイス・ディエゴ・セケイラ     |
| 2   | DF   | コスタリカ | セサル・ロペス                 |
| 3   | DF   | コスタリカ | ジャンカルロ・パラシオス       |
| 4   | DF   | コスタリカ | エドゥアルド・ゴメス           |
| 5   | DF   | コスタリカ | カルロス・モンテネグロ         |
| 6   | MF   | コスタリカ | カルロス・アコスタ             |
| 7   | FW   | コスタリカ | ダビド・ポラス                 |
| 8   | MF   | ウルグアイ | クリスティアン・ジェラディアン |
| 10  | MF   | コスタリカ | フアン・ディエゴ・ルイス       |
| 11  | MF   | コスタリカ | ヘイケル・ベネガス             |
| 12  | DF   | コスタリカ | ブライアン・オルエ             |

| No. | Pos. |            | 選手名                   |
| --- | ---- | ---------- | ------------------------ |
| 13  | MF   | コスタリカ | ビクトル・チャバリア     |
| 14  | MF   | コスタリカ | ベルニー・ラミレス       |
| 16  | MF   | コスタリカ | カルロス・エルナンデス   |
| 17  | DF   | コスタリカ | ヤミル・アレン           |
| 19  | MF   | コスタリカ | ハイメ・バルデラモス     |
| 20  | DF   | コスタリカ | ペドロ・レアル           |
| 21  | MF   | コスタリカ | アンドレイ・ウガルデ     |
| 22  | GK   | コスタリカ | フェルナンド・バルベルデ |
| 23  | MF   | コスタリカ | スアンデル・スニガ       |
| 25  | MF   | コスタリカ | ベルナル・アルファロ     |
| 26  | MF   | コスタリカ | ジョナサン・マルティネス |

## 歴代監督
- ロナルド・ゴメス 2009

## 歴代所属選手
- ロナルド・ゴメス 1992-1994
- ルイス・マリン 1992-1993
- ミチャエル・ウマニャ 1999-2003
- パトリック・ペンベルトン 2004-2005
- ケニー・クニンガム 2006-2007
- ケンダル・ワストン 2007
- カルロス・エルナンデス 2016-